# Рептила
Рептила (лат. Reptila; VI век) — знатный гепид, в 567 году поступивший на византийскую службу.

## Биография
Единственный раннесредневековый исторический источник, упоминающий о Рептиле — «Хроника» Иоанна Бикларийского. Значительно больше источников сообщают о событиях, в которых Рептила мог участвовать.
Согласно этим источникам, Рептила был племянником последнего правителя гепидов Кунимунда. Возможно, его отцом был Торисмод, погибший в середине 550-х годов в битве на поле Асфельд.
Когда в 567 году гепиды потерпели поражение в войне с лангобардами и аварами, их королевство в Паннонии прекратило своё существование. Часть гепидов примкнула к лангобардам, а часть отдалась под защиту византийцев, ранее бывших их союзниками в войне. Среди этих перебежчиков наиболее знатными средневековые источники называют Усдибада, Рептилу и арианского епископа Тразариха. Вместе с собой Рептила и Тразарих привезли в Константинополь казну королей гепидов. В хронике Иоанна Бикларийского прибытие Рептилы и Тразариха ко двору византийского императора Юстина II датировано 572 годом. Однако, скорее всего, это произошло ещё в 567 году, до осады аварами Сирмия.
По свидетельству Менандра Протектора, позднее аварский каган Баян I несколько раз через своего посла Таргития требовал от Юстина II выдать ему Усдибада на том основании, что все гепиды стали подданными правителя аваров после покорения Гепидского королевства. Современные историки отмечают, что в средневековых источниках нет каких-либо свидетельств о требованиях кагана возвратить ему также Рептилу и Тразариха. Возможно, такие попытки правитель аваров и предпринимал, но сведения о них не сохранились. В пользу такого предположения свидетельствует то, что после гибели Кунимунда и других членов королевской семьи Рептила остался единственным законным наследником престола Гепидского королевства. О дальнейшей судьбе Рептилы сведений не сохранилось.